# Лори Берд (могильник)
Лори Берд (англ. Lori-Berd cemetery) —  могильник бронзового века, расположенный на севере Армении, в 2 км к северо-западу от города Степанаван.                  

## Исследование
Раскопки в Лори Берд начались в 1969 году С. Х. Деведжяном и продолжаются до сих пор. Этот оригинальный и интересный объект состоит из огромного кладбища в селе Лори Берд.
В ходе полевого сезона 2007-2008 гг. в Лори Берде было раскопано семь могил. Четыре из них датируются концом позднего бронзового века. Одна из самых больших могил (могила 81) памятника расположена почти в центре кладбища, в 70 м к югу от дороги Степанаван-Лори Берд. Овальный (13,5 × 6,1 м) курган был сложен из камней и земли, его высота составляла 0,6 м. Центр был слегка утоплен: он имел плоскую поверхность и был ориентирован на северо-запад - юго-восток. Шестнадцать больших плит, образующих ложный сводчатый потолок погребальной камеры, были обнаружены на 0,2 - 0,4 м ниже покрытой травой насыпи. Четыре центральных камня были размещены в горизонтальном положении, в то время как параметрические камни были наклонены в сторону камеры.